# Resolutie 2087 Veiligheidsraad Verenigde Naties
Resolutie 2087 van de Veiligheidsraad van de Verenigde Naties werd op 22 januari 2013 unaniem aangenomen door de VN-Veiligheidsraad. Deze resolutie veroordeelde de schendingen van de sancties die eerder al tegen Noord-Korea waren ingesteld naar aanleiding van diens kernwapenprogramma, en specifiek de raket die Noord-Korea de maand voordien had gelanceerd om een kunstmatige satelliet uit te zetten. Bij die lancering was ballistische rakettechnologie gebruikt en dat was Noord-Korea verboden.

## Achtergrond
Al in 1992 werd een akkoord gesloten over de bevriezing van Noord-Korea's kernprogramma. In het begin van de 21e eeuw kwam het land echter in aanvaring met de Verenigde Staten, toen George W. Bush Noord-Korea schaarde onder wat hij zelf de as van het kwaad noemde. Noord-Korea hervatte de ontwikkeling van kernwapens en ballistische raketten om ze af te dragen. In oktober 2006 voerde het land een eerste kernproef uit, in mei 2009 gevolgd door een tweede. Hieropvolgend werden er sancties ingesteld tegen het land. In december 2012 lanceerde het land met succes een raket met een satelliet en schond daarmee de sancties die het land verbieden kern- en rakettechnologie te ontwikkelen.

## Inhoud
Alle landen hadden het recht de ruimte te verkennen in overeenstemming met het internationaal recht, waaronder ook de door de Veiligheidsraad opgelegde beperkingen vielen.
Noord-Korea's lancering op 12 december 2012 (van een raket met een satelliet aan boord) werd veroordeeld. Er was ballistische rakettechnologie gebruikt in schending van de resoluties 1718 en 1874. Er werd geëist dat het land zijn ballistische raket- en kern(wapen)programma zou staken, geen ballistische raketten meer zou lanceren, geen kernproeven meer zou houden en zich zou onthouden van provocaties.
De resolutie telde twee bijlagen:
- Bijlage 1 lijstte de personen op tegen wie het reisverbod en de bevriezing van banktegoeden gold,
- Bijlage 2 was een lijst van organisaties waarvan de buitenlandse banktegoeden werden bevroren.

Het comité dat met resolutie 1718 was opgericht om toe te zien op de sancties tegen Noord-Korea, werd opgedragen te berichten als een schip weigerde geïnspecteerd te worden. Het was landen toegelaten zaken die in strijd met de sancties waren, in beslag te nemen en te vernietigen. De schendingen van de sancties, waaronder het gebruik van baar geld en de levering van verboden goederen aan Noord-Korea, werden betreurd.
Een diplomatieke oplossing was gewenst en er werd opgeroepen het Zeslandenoverleg te hervatten teneinde het Koreaans Schiereiland op vreedzame wijze te ontdoen van kernwapens. Ten slotte werd gesteld dat de sancties de humanitaire situatie in Noord-Korea niet mochten verergeren.

## Verwante resoluties
- Resolutie 1985 Veiligheidsraad Verenigde Naties (2011)
- Resolutie 2050 Veiligheidsraad Verenigde Naties (2012)
- Resolutie 2094 Veiligheidsraad Verenigde Naties (2013)
- Resolutie 2141 Veiligheidsraad Verenigde Naties (2014)

Lijst ·  2086 ·  2087 ·  2088 ·  2089 ·  2090 ·  2091 ·  2092 ·  2093 ·  2094 ·  2095 ·  2096 ·  2097 ·  2098 ·  2099 ·  2100 ·  2101 ·  2102 ·  2103 ·  2104 ·  2105 ·  2106 ·  2107 ·  2108 ·  2109 ·  2110 ·  2111 ·  2112 ·  2113 ·  2114 ·  2115 ·  2116 ·  2117 ·  2118 ·  2119 ·  2120 ·  2121 ·  2122 ·  2123 ·  2124 ·  2125 ·  2126 ·  2127 ·  2128 ·  2129 ·  2130 ·  2131 ·  2132